# Norrbotten (kraj)

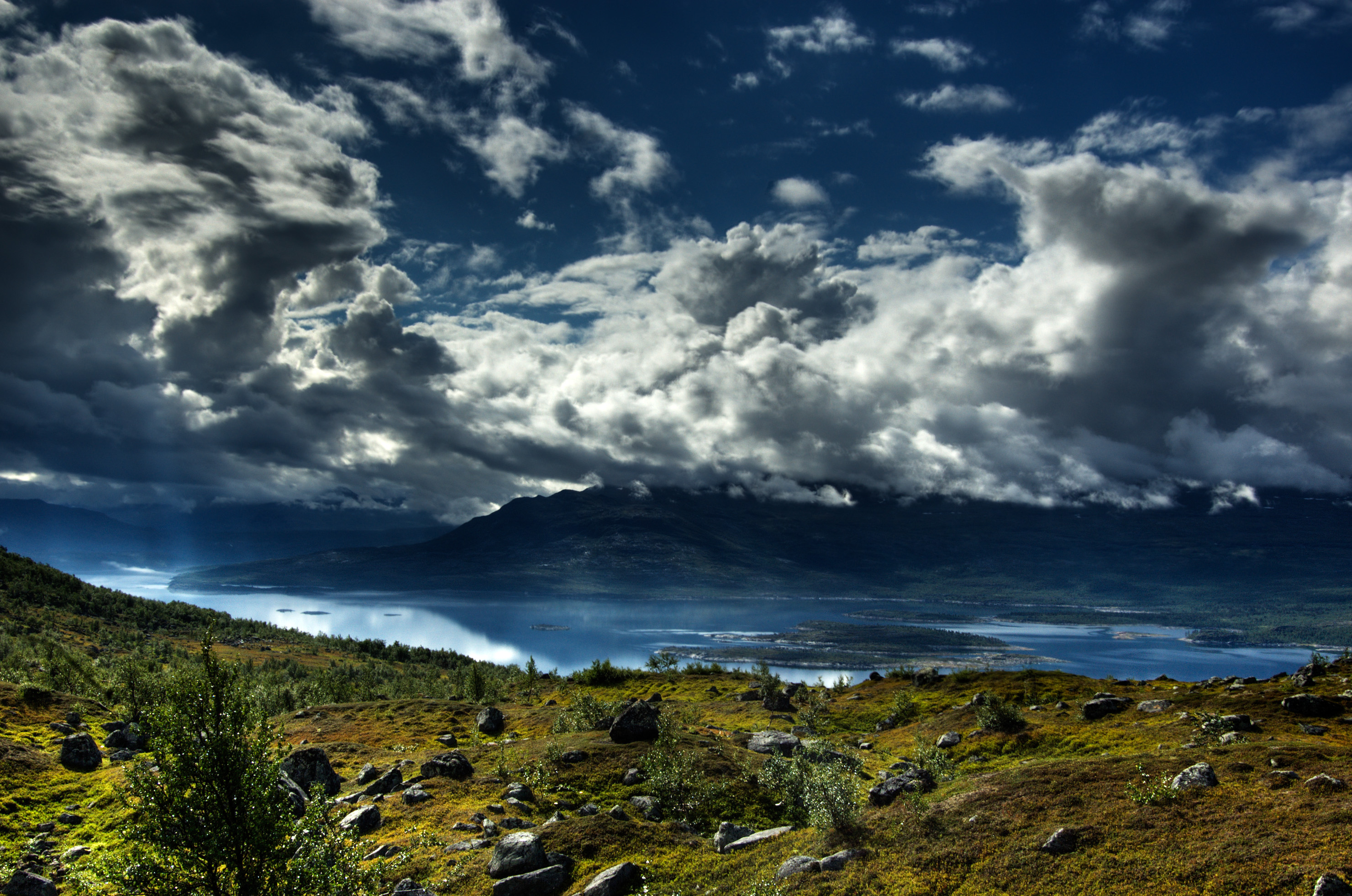
Národní park Stora Sjöfallet v západní části Kraje Norrbotten.

Kraj Norrbotten (švédsky Norrbottens län) je nejsevernější a největší kraj Švédska. Hraničí s krajem Västerbotten na jihozápadě a s Botnickým zálivem na jihovýchodě. Také sousedí s krajem Nordland a Troms v Norsku na severozápadě, a finským Laponskem na severovýchodě.
Jméno „Norrbotten“ se také používá pro provincii stejného jména. Provincie Norrbotten zahrnuje pouze východní část kraje Norrbotten, vnitrozemí většinou patří do provincie Laponsko.

## Provincie
Norrbotten kraj se rozkládá na území historických provincií Norrbotten a asi ⅔ švédského Laponska.

## Geografie
Kraj Norrbotten zaujímá plochu téměř ¼ Švédska, je ale řídce osídlen. To platí zejména pro vnitrozemskou část Laponska.
Podnebí je obecně drsné, což není vzhledem k jeho poloze na severu překvapující. Dlouhé letní dny však plodinám umožňují dozrávat během 2–3 měsíců. Pěstují se běžně různé druhy obilovin, které tvoří významnou část průmyslu. Kromě obilovin se také pěstují brambory a vodnice. Nejdůležitější plodinou je však tráva, sloužící jako seno pro dobytek.
Hlavní řeky je v kraji Norrbotten (od severu k jihu) jsou Torne, Lule Kalix a Pite. Řeky, které patří i do kraje Västerbotten jsou Skellefte a Ume. Další řeky, které tečou přímo do moře, a které jsou minimálně 100 km dlouhé: Sangis, Rane, Åby a Byske.

## Obyvatelstvo
Počet obyvatel vzrostl během posledních sta let. Odhadovaný počet obyvatel v roce 2002 byl 250 000. Při sčítání lidí v roce 1912 byl počet obyvatel 166 641 (o 4 000 více mužů než žen) a z toho zhruba 120 tisíc bylo z provincie Norrbotten. O dvacet let dříve v roce 1892 byl počet obyvatel jen 110 000. Avšak od roku 1960 většina obcí kraje zažila pokles počtu obyvatel a to zejména ve vnitrozemí.

## Historie
Během středověku byl Norrbotten považován za terra nullius („země nikoho“). Oblast byla řídce osídlena Kveny, Sámi a různé kmeny příbuzných s Finy. Od středověku se švédští králové snažili oblast kolonizovat a pokřesťanštit. To se sice podařilo, nicméně i dnes v oblasti žijí finské a sámské menšiny, které si zachovaly svou vlastní kulturu a zvyky.
Po finské válce v roce 1809 byl kraj Västerbotten kraj rozdělen mezi Švédsko a Finsko. Větší část zůstala ve Švédsku. V roce 1810 byl kraj rozdělen znovu, přitom byl Kraj Norrbotten byl vytvořen na švédské straně, v severní části. Většina lidí v Kraji Norrbotten stále z praktických a historických důvodů pod slovem Norrbotten myslí celé území, včetně části ve finském Laponsku. Neznamená to že by nedávali přednost názvu Laponsko.
Přírodních zdroje (vodní elektrárny, dřevo a minerály, zejména železo) z Norrbottenu a jejich využití hrály klíčovou roli v industrializace Švédska. Během celého 20. století region zažil velký pohyb obyvatel do a z kraje; mnoho mladých lidí se přestěhovalo na jih a lidé z jiných částí země se sem naopak přistěhovali. V sedmdesátých a osmdesátých letech došlo vzhledem vzhledem k vysoké nezaměstnanosti k velkému odlivu (většinou mladých) pracovníků a lidé v oblasti začali občas vyjadřovat pocity, že jsou nepochopeny nebo ekonomicky zneužívány jihem, a zejména hlavním městem Stockholmem.

### Symboly
Znak Kraje Norrbotten kombinuje znaky provincií Västerbotten a Laponska, kraji byl udělen v roce 1949. Od roku 1995 má provincie Norrbotten svůj vlastní znak, ale kraj svůj znak nezměnil. Když je zobrazen s královskou korunou, tak představuje krajskou správní rada. Znak je čtvrcený, znak Västerbottenu a znak Laponska.

### Kultura
Kultura Kraje Norrbotten se v mnoha ohledech liší od zbytku Švédska, protože se zde nachází velmi mnoho různých kultur: sámská kultura, finská kultura (Tornedalians) a kultura švédských osadníků (v kombinaci s klimatickými podmínkami, půlnočním sluncem a zimní tmou). V oblasti přežilo mnoho ze starých místních švédských a finských dialektů a mluví jimi velký počet lidí. Obyvatelé Kraje Norrbotten mají rčení: „Nejsem Švéd, jsem Norrbottnian“. Lakonický a na první pohled, nekomunikativní způsob vyjadřování, spolu s mírnou ironií se také někdy používá jako prostředek k odrazení jižanů, kteří jsou viděni jako mazanější a podvodnější, když mluví a kteří touží překrucovat slova po svém. Tyto kontrasty jsou dobře známé po celém Švédsku a často se objevují v televizi, filmech, literatuře a folklóru spojeném s Norrbottenem pro účely charakteristiky, satiry nebo dramatu (např. některé znaky v knihách Eyvinda Johnsona nebo policejního detektiva Einara Ronna v kriminálních románech Maj Sjöwallové a Pera Wahlöö).
Na pobřeží moře leží historická města Luleå a Piteå. Gammelstad („Staré město“) v Luleå, který se nachází 10 km severně od současného centra, byla prohlášena za součást světového dědictví UNESCO.
Jazyky (bez švédštiny): Sámština, Meänkielština a finština mohou být použity při úředním jednání, v mateřských školách a domech s pečovatelskou službou v částech Kraje Norrbotten. Sámština má status oficiálního menšinového jazyka v obcích Arjeplogu, Gällivare, Jokkmokku a Kiruně. Finština má stejný status v obcích Gällivare, Haparanda, Kiruna, Pajala, a Övertorneå.

## Státní správa
Hlavním cílem krajské správní rady je splnit cíle stanovené v národních politikách parlamentem a vládou, aby bylo možné koordinovat zájmy kraje, aby se podpořil rozvoj kraje, vytvořili regionální cíle a zajistil náležitý právní proces právo při vyřizování každého případu. Krajská správní rada je vládní agentura v čele s guvernérem.

## Obce
Od severu k jihu s přibližnými počty obyvatel za rok 2002:
V provincii Norrbotten:
- Pajala (7000)
- Övertorneå (5500)
- Överkalix (4000)
- Boden (28 000)
- Kalix (17 500)
- Haparanda (10 000)
- Älvsbyn (8500)
- Luleå (75 500)
- Piteå (40 500)

V provincii Laponsko:
- Kiruna (23 500 obyvatel)
- Gällivare (19 500)
- Jokkmokk (5500)
- Arjeplog (3200)
- Arvidsjaur (7000)

Sámštinu lze použít jako úřední jazyk v Arjeplogu, Gällivare, Jokkmokku, a Kiruně. Podobně lze finštinu a meänkielštinu použit v Gällivare, Haparandě, Kiruně, Pajale a Övertorneå.

## Doprava
Hlavní způsob osobního cestování je auto. Silnice mají obvykle řídký provoz, s výjimkou pobřežní silnici E4, který má o něco hustší provoz. Vzdálenosti jsou dlouhé, např. 345 km mezi Luleå a Kiruna zabere alespoň 3 ½ hodiny jízdy autem. Na silnicích je dovolena relativně vysoká rychlost ve srovnání s jižním Švédsku, obvykle 100–110 km/h, což zkracuje cestovní časy v tomto největším švédském kraji.
Norrbotten má železniční síť s řídkou osobní dopravou, ale hustou a objemnou nákladní dopravou. Existují dvě hlavní železnice: Norrland spojuje Norrbotten s centrálním a jižním Švédskem a Malmbanan spojuje Luleå s železnými doly v Gällivare a Kirunu s norským přístavem Narvik. Malmbanan (česky dráha železné rudy) má nejvyšší množství nákladní dopravy ve Skandinávii, zejména část mezi Kirunou a Narvikem.
Letecká doprava je hlavní způsobem cestování mezi Norrbottenem a jihem Švédska. Hlavní letiště je Luleå, které je 6. největší ve Švédsku. Další letiště jsou v Arvidsjaur, Gällivare, Kiruně a Pajale.